# Zunheboto (distrikt)
Zunheboto är ett distrikt i Indien.   Det ligger i delstaten Nagaland, i den östra delen av landet, 1 700 km öster om huvudstaden New Delhi. Antalet invånare är 140 757.
Följande samhällen finns i Zunheboto:
- Zunheboto